# Saint-Louis du Sud (kommun)
Saint-Louis du Sud är en kommun i Haiti.   Den ligger i departementet Sud, i den sydvästra delen av landet, 130 km väster om huvudstaden Port-au-Prince.